# Corte Interamericana de Derechos Humanos
La Corte Interamericana de Derechos Humanos (Corte IDH) es un tribunal internacional con sede en San José, Costa Rica. Junto con la Comisión Interamericana de Derechos Humanos, fue creado por la Convención Americana sobre Derechos Humanos, un tratado de derechos humanos ratificado por los miembros de la Organización de los Estados Americanos (OEA). 
En virtud de la Convención, este tribunal trabaja con la Comisión Interamericana para defender y promover los derechos y libertades fundamentales. Tiene jurisdicción en unos 20 de los 35 estados de América que han adoptado medidas para adherirse a su autoridad, la gran mayoría de América Latina. El tribunal resuelve reclamaciones por violaciones de los derechos humanos por parte de los gobiernos y emite opiniones consultivas sobre la interpretación de determinadas cuestiones jurídicas. Veintinueve miembros de la OEA son también miembros de la Corte Penal Internacional, de mayor rango.

## Historia
En noviembre de 1969 se celebró en San José, Costa Rica la Conferencia Especializada Interamericana sobre Derechos Humanos. En ella, los delegados de los Estados Miembros de la Organización de los Estados Americanos redactaron la Convención Americana sobre Derechos Humanos, que entró en vigor el 18 de julio de 1978, al haber sido depositado el undécimo instrumento de ratificación por un Estado Miembro de la OEA.
A la fecha, veinticinco naciones americanas han ratificado o se han adherido a la Convención: Argentina, Barbados, Bolivia, Brasil, Colombia, Costa Rica, Chile, Dominica, Ecuador, El Salvador, Granada, Guatemala, Haití, Honduras, Jamaica, México, Nicaragua, Panamá, Paraguay, Perú, República Dominicana, Surinam, Trinidad y Tobago, Uruguay y Venezuela.
Trinidad y Tobago denunció la Convención Americana sobre Derechos Humanos, por comunicación dirigida al Secretario General de la OEA, el 26 de mayo de 1998. Venezuela denunció la Convención Americana sobre Derechos Humanos, por comunicación dirigida al Secretario General de la OEA, el 10 de septiembre de 2012.
Este tratado regional es obligatorio para aquellos Estados que lo ratifiquen o se adhieran a él, y representa la culminación de un proceso que se inició a finales de la Segunda Guerra Mundial, cuando las naciones de América se reunieron en México y decidieron que una declaración sobre derechos humanos debería ser redactada, para que pudiese ser eventualmente adoptada como convención. Tal declaración, la Declaración Americana de los Derechos y Deberes de la persona, fue aprobada por los Estados Miembros de la OEA en Bogotá, Colombia, en mayo de 1948. 
Con el fin de salvaguardar los derechos esenciales del hombre en el continente americano, la Convención instrumentó dos órganos competentes para conocer de las violaciones a los derechos humanos: La Comisión Interamericana de Derechos Humanos (acrónimo: CIDH) y la Corte Interamericana de Derechos Humanos. La primera había sido creada en 1959 e inició sus funciones en 1960, cuando el Consejo de la OEA aprobó su Estatuto y eligió sus primeros miembros. 
Sin embargo, el Tribunal no pudo establecerse y organizarse hasta que entró en vigor la Convención. El 22 de mayo de 1979 los Estados Partes en la Convención Americana eligieron, durante el Séptimo Período Extraordinario de Sesiones de la Asamblea General de la OEA, a los juristas que en su capacidad personal, serían los primeros jueces que compondrían la Corte Interamericana. La primera reunión de la Corte se celebró el 29 y 30 de junio de 1979 en la sede de la OEA en Washington D.C.
La Asamblea General de la OEA, el 1 de julio de 1978, recomendó aprobar el ofrecimiento formal del Gobierno de Costa Rica para que la sede de la Corte se estableciera en ese país. Esta decisión fue ratificada después por los Estados Partes en la Convención durante el Sexto Período Extraordinario de Sesiones de la Asamblea General, celebrado en noviembre de 1978. La ceremonia de instalación de la Corte se realizó en San José el 3 de septiembre de 1979. 
Durante el Noveno Período Ordinario de Sesiones de la Asamblea General de la OEA fue aprobado el Estatuto de la Corte y, en agosto de 1980, la Corte aprobó su Reglamento, el cual incluye las normas de procedimiento. En noviembre de 2009 durante el LXXXV Período Ordinario de Sesiones, entró en vigor un nuevo Reglamento de la Corte, el cual se aplica a todos los casos que se tramitan actualmente ante la Corte. 
El 10 de septiembre de 1981, el Gobierno de Costa Rica y la Corte firmaron un Convenio de Sede, aprobado mediante Ley No. 6889 del 9 de septiembre de 1983, que incluye el régimen de inmunidades y privilegios de la Corte, de los jueces, del personal y de las personas que comparezcan ante ella. Este Convenio de Sede está destinado a facilitar el normal desenvolvimiento de las actividades de la Corte, especialmente por la protección que da a todas aquellas personas que intervengan en los procesos. Como parte del compromiso contraído por el Gobierno de Costa Rica, en noviembre de 1993 este le donó a la Corte la casa que hoy ocupa la sede del Tribunal.
El 30 de julio de 1980, la Corte Interamericana y el Gobierno de la República de Costa Rica firmaron un convenio, aprobado por la Asamblea Legislativa mediante Ley n.º 6528 del 28 de octubre de 1980, por la cual se creó el Instituto Interamericano de Derechos Humanos. Bajo este Convenio se establece el Instituto como una entidad internacional autónoma, de naturaleza académica, dedicado a la enseñanza, investigación y promoción de los derechos humanos, con un enfoque multidisciplinario y con énfasis en los problemas de América. El Instituto, con sede también en San José, Costa Rica, trabaja en apoyo del sistema interamericano de protección internacional de los derechos humanos.
El sistema de promoción y protección de los derechos humanos empieza con la adopción de la Declaración Americana de los Derechos y Deberes del Hombre en la Novena conferencia Internacional Americana, que se realizó en Colombia, en la ciudad de Bogotá, en el año 1948. Debido a que se debe garantizar los derechos del hombre, se ha dado como resultado que el reconocimiento de los Derechos Humanos es un principio fundamental del Sistema Regional Americano.
En la Novena Conferencia Internacional Americana el gobierno de Brasil presentó una propuesta para que se cree una Corte Interamericana destinada a garantizar los derechos del hombre, considerando que, cuando se trata de los derechos internacionales reconocidos, para que la protección jurídica sea eficaz, debe de emanar de un organismo internacional. Por esta razón recomendó a la comisión Jurídica Internacional que elabore un proyecto de Ley para que se avalen los derechos humanos. Este proyecto después de haber sido evaluado, debe ser discutido y aprobado por una conferencia Internacional Americana (décima conferencia internacional) este proyecto se convirtió en la Resolución XXXI “Corte Interamericana para proteger los Derechos Humanos”.
En la décima conferencia Internacional Americana realizada en Venezuela en la ciudad de Caracas en 1954, se adoptó la Resolución XXXI relativa a la “Creación de la Corte Interamericana de los Derechos Humanos”. La Décima Conferencia encargó al Consejo de la Organización la continuación de los estudios acerca de la protección jurisdiccional de los derechos humanos con el propósito de que la Undécima Conferencia Internacional considerase el asunto.
En la Quinta Reunión de Consulta de Ministros de Relaciones Exteriores, realizada en Chile en 1959, se consideró la recomendación realizada por el Comité Jurídico Interamericano en 1959, para dar preferencia a la elaboración de un proyecto de Convención Interamericana de Derechos Humanos. Se aprobó la Resolución VIII sobre los “Derechos Humanos” en la cual se encomendó al Consejo Interamericano de Jurisconsultos la elaboración de dos tipos de proyectos de convención: uno sobre los “derechos humanos” y el otro acerca de la creación de una “Corte Interamericana de Derechos Humanos”, disponiendo que dichos proyectos sean sometidos a la Undécima Conferencia Interamericana y remitida a los gobiernos, sesenta días antes de la instalación de dicha conferencia.
El Comité Jurídico Interamericano, cumpliendo de acuerda a la Resolución VIII, elaboró un proyecto de Convención sobre Derechos Humanos durante su Cuarta Reunión, celebrada en Santiago de Chile entre el 24 de agosto y el 9 de septiembre de 1959. Este proyecto en sus 88 artículos hace referencia a los derechos civiles, políticos, económicos, sociales y culturales, y creando a la vez, órganos que se encarguen de proteger estos derechos: una Comisión Interamericana de Derechos Humanos y una Corte Interamericana de Derechos Humanos. Las fuentes que inspiraron para la creación de la Corte fueron el Estatuto de la Corte Internacional de Justicia y las disposiciones de la Carta de Roma referentes a la Corte de Estrasburgo, procurando adaptar estos textos a las condiciones particulares de la realidad del continente americano.
Hoy en día se han adoptado un sin número de instrumentos de carácter internacional, dentro de los cuales se encuentra la adopción de la Convención Americana sobre los Derechos Humanos, que fue acogida en la Conferencia Especializada Interamericana sobre Derechos Humanos, celebrada del 7 al 22 de noviembre de 1969 en San José, Costa Rica. Los dos órganos de protección de los derechos humanos previstos por el artículo 33 de la Convención Americana son: la Comisión Interamericana de Derechos Humanos y la Corte Interamericana de Derechos Humanos. Ambos órganos tienen la función de asegurar el cumplimiento de las obligaciones impuestas por la Convención.
La Corte Interamericana de Derechos Humanos fue establecida como resultado de la entrada en vigor de la Convención Americana el 18 de julio de 1978. Fue instalada en su sede, en San José, Costa Rica, el 3 de septiembre de 1979. Su Estatuto fue aprobado por la Asamblea General de la OEA en octubre de 1979 mediante la Resolución n.º 448. En el curso de su Tercer Período de Sesiones, llevado a cabo del 30 de julio al 9 de agosto de 1980, la Corte completó los trabajos sobre el Acuerdo Sede concertado con Costa Rica. En dicho acuerdo, ratificado por el Gobierno de Costa Rica, se estipulan las inmunidades y los privilegios de la Corte, sus jueces/zas y su personal, así como de las personas que comparezcan ante ella.

## Funciones
La Corte IDH ejerce una función jurisdiccional y una función consultiva: Algunos autores añaden como una tercera función, dictar medidas provisionales. Su propósito es aplicar e interpretar la Convención y otros tratados de derechos humanos a los cuales se somete el llamado Sistema Interamericano de Derechos Humanos.

### Función Jurisdiccional
Se refiere a la función contenciosa de este órgano. Se encuentra estipulada en los artículos 61º a 63º de la Convención Americana de Derechos Humanos. 
De acuerdo a estos artículos, la Corte IDH tiene competencia para conocer casos en los cuales se alegue que uno de los Estados partes ha violado un derecho o libertad protegidos por la Convención Americana sobre Derechos Humanos. Para que la Corte conozca de un caso es necesario que se agoten los procedimientos que establecen los artículos 48º a 50º de la Convención, relativos a la CIDH. La Comisión es quien recibe las denuncias de presuntas violaciones a los derechos contenidos en la Convención Americana. Una vez recibida la denuncia, la Comisión (CIDH) deberá examinar la admisibilidad y el fondo de la misma. En todos los casos, la Comisión debe ponerse a disposición de las partes para llegar a una solución amistosa. 
Si no se consigue una solución amistosa, la Comisión hace un informe donde expone las conclusiones, proposiciones y recomendaciones que juzgue adecuadas. Una vez se emite este informe el Estado involucrado o la CIDH pueden someter casos a la Corte IDH. 
Las personas, grupos o entidades que no son Estados no tienen capacidad de presentar casos ante la Corte, pero sí pueden recurrir ante la Comisión Interamericana de Derechos Humanos. 
Según lo estipulado en el artículo 62º de la Convención, para que la Corte IDH pueda ejercer la función jurisdiccional, es requisito indispensable que los Estados parte del caso hayan reconocido o reconozcan la competencia de la Corte. Formar parte de la Convención Americana de Derechos Humanos no significa aceptar la competencia de la Corte, ésta debe aceptarse por medio de una declaración del Estado. Esta declaración puede ser incondicional, o bajo una condición de reciprocidad, por tiempo determinado o solo para ciertos casos.
En los casos que conoce, la Corte IDH debe buscar que se garantice el derecho o la libertad vulnerados, se reparen las consecuencias de la violación de derechos y el pago de una indemnización, según lo establecido en el artículo 63º de la Convención.
De acuerdo al artículo 68 de la Convención Americana, los fallos de la Corte son obligatorios para el Estado condenado. Un Estado no puede invocar disposiciones de su derecho interno para incumplir las obligaciones adquiridas en tratados. Precisamente una de estas obligaciones es que los Estados parte en un caso contencioso de la Corte se comprometen a cumplir la decisión de dicho órgano.
Adicionalmente, la Corte IDH ha desarrollado que todos los Estados, y no solo el Estado condenado, debe tomar en cuenta la jurisprudencia de la Corte para asegurar que sus actuaciones sean acordes con la Convención Americana. Esta interpretación se le conoce como la doctrina del control de convencionalidad.

### Función Consultiva
La establece el artículo 64º de la Convención Americana de Derechos Humanos:

1. Los Estados miembros de la Organización podrán consultar a la Corte acerca de la interpretación de esta Convención o de otros tratados concernientes a la protección de los derechos humanos en los Estados americanos. Asimismo, podrán consultarla, en lo que les compete, los órganos enumerados en el capítulo X de la Carta de la Organización de los Estados Americanos, reformada por el Protocolo de Buenos Aires.
2. La Corte, a solicitud de un Estado miembro de la Organización, podrá darle opiniones acerca de la compatibilidad entre cualquiera de sus leyes internas y los mencionados instrumentos internacionales.

La Convención Americana atribuyó a la Corte la "más vasta función consultiva que se haya confiado a tribunal internacional alguno hasta el presente". Todos los Estados miembros de la OEA pueden solicitar la opinión consultiva de la Corte IDH, sin importar si el Estado ha ratificado o no el Pacto de San José. A su vez, todos los órganos principales de la OEA también pueden solicitar una opinión consultiva de la Corte. A diferencia de la ONU o del Sistema Europeo, en el Sistema Interamericano, la Corte IDH puede emitir su opinión consultiva respecto a la compatibilidad del derecho interno de un Estado miembro de la OEA y las obligaciones internacionales que haya adquirido en materia de Derechos Humanos.
La función consultiva no puede desvincularse de los propósitos de la Convención; dicha función tiene como objetivo auxiliar al cumplimiento de las obligaciones internacionales de los Estados americanos en materia de Derechos Humanos, así como el cumplimiento de las funciones de los órganos de la OEA. En ciertas ocasiones, la Corte puede abstenerse de responder a una solicitud de opinión consultiva. Esto lo puede hacer en casos en que la consulta no se refiera a la interpretación de tratados en los que esté implicada la protección de derechos humanos de un Estado miembro del Sistema Interamericano.
Debe tenerse en cuenta que la función consultiva no tiene ningún efecto obligatorio como el que poseen las sentencias en ejercicio de su función contenciosa, pero no por ello deja de tener gran importancia, puesto que para la Corte Interamericana, ayuda al fortalecimiento del objetivo de favorecer el respeto a los derechos humanos.
La función consultiva de la Corte Interamericana de Derechos Humanos ha generado debates muy interesantes sobre los efectos de las opiniones consultivas y sobre la aplicación de esas opiniones por parte de los tribunales nacionales.

### Medidas Provisionales
Además de estas dos funciones, la Corte IDH también tiene la facultad de dictar medidas provisionales en casos de extrema gravedad y urgencia, esto con el fin de evitar que ocurran daños irreparables a las víctimas u ofendidos.
Los tres requisitos: 1) extrema gravedad, 2) urgencia, 3) necesario para evitar daños irreparables a las personas, tienen que comprobarse, prima facie, para que se otorguen estas medidas.
El artículo 63(2)º de la Convención Americana establece esta posibilidad, y además se agrega que en los casos que este conociendo puede dictar las medidas que considere pertinentes, y en los casos que aún no conozca, puede dictar dichas medidas solamente a petición de la Comisión. Estas medidas provisionales tienen carácter vinculante para los Estados, y exigen adoptar acciones positivas o negativas, es decir, de hacer o no hacer.

## Miembros

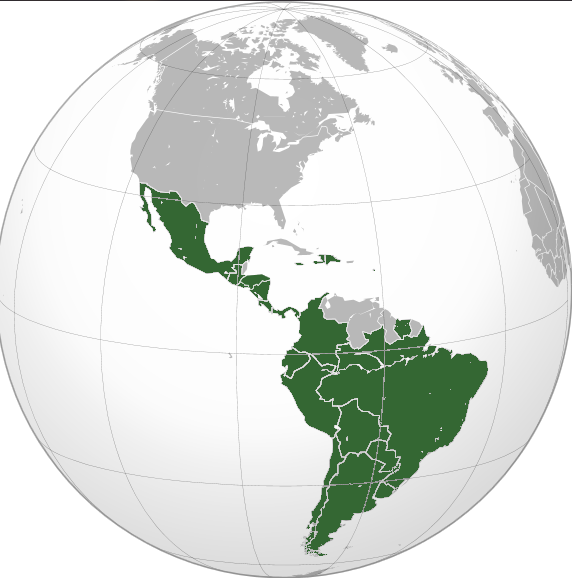
Miembros de la Organización de los Estados Americanos que han ratificado la Convención Americana sobre Derechos Humanos.

Los Estados que han aceptado la competencia contenciosa de la Corte son:
- Argentina
- Barbados
- Bolivia
- Brasil
- Chile
- Colombia
- Costa Rica
- Ecuador
- El Salvador
- Guatemala
- Haití
- Honduras
- México
- Nicaragua
- Panamá
- Paraguay
- Perú
- Surinam
- Uruguay

### Estados que han renunciado
- Trinidad y Tobago (fecha de egreso: 26 de mayo de 1999): El gobierno de Trinidad y Tobago renunció a la Corte IDH en razón del interés de ese estado de seguir utilizando la pena de muerte como estrategia judicial, pero volvió a adherirse luego de realizar la reserva correspondiente en virtud a la pena de muerte citada.[cita requerida]
- Venezuela (fecha de egreso: 10 de septiembre de 2012): Se presentó la nota oficial diplomática 000125, la cual expresaba la decisión del Estado de retirarse de la Corte IDH. El secretario general de la OEA, José Miguel Insulza, lamentó la decisión del gobierno venezolano.[19]
- República Dominicana (fecha de egreso: 4 de noviembre de 2014): El Tribunal Constitucional de República Dominicana publicó la sentencia TC/0256/14[20] en donde se objetaba la inconstitucionalidad del instrumento de aceptación. Esto basado en el argumento de que no cuenta con la aprobación del Congreso Nacional por lo que se considera una violación a la Constitución. Sin embargo, no se ha hecho una denuncia tal cual a la CADH.[21]

## Casos de la Comisión a la Corte
Sólo los Estados Partes y la Comisión pueden someter un caso ante la Corte IDH. Las personas no pueden acudir directamente a la Corte IDH, y deben primero presentar su petición ante la Comisión y completar los pasos previstos ante ésta. Para que la Comisión pueda examinar una petición, deben haberse agotado los recursos judiciales internos de conformidad con la legislación vigente en el Estado de que se trata. Hay que aclarar que agotar los recursos internos se refiere a que las personas que quieran presentar una petición ante la Comisión deben intentar previamente que los tribunales nacionales decidan sobre la situación que denuncian.
La Comisión sólo puede remitir casos a la Corte IDH respecto a aquellos Estados que, además de haber ratificado la Convención Americana de Derechos Humanos, han reconocido la competencia de la Corte con anterioridad. También se puede dar el caso de que el Estado reconozca la competencia para un caso en concreto.
Los Estados que han reconocido la competencia de la Corte Interamericana son: Argentina, Barbados, Bolivia, Brasil, Chile, Colombia, Costa Rica, Ecuador, El Salvador, Guatemala, Haití, Honduras, México, Nicaragua, Panamá, Paraguay, Perú, República Dominicana, Surinam, Trinidad y Tobago, Uruguay y Venezuela. 

## Composición
El capítulo II del Estatuto de la Corte IDH establece lo relativo a la composición de esta.
De acuerdo con el artículo 4º, la Corte se compone de siete jueces, provenientes de países miembros de la OEA, y sin repetir nacionalidad. Son elegidos a título personal, entre juristas de la más alta autoridad moral y reconocida competencia en la materia. Así mismo, el artículo 5º establece que los mandatos de los jueces son por periodos de seis años, con posibilidad de reelegirse una sola vez.
El artículo 5º establece que los jueces son elegidos durante el periodo de sesiones de la Asamblea General de la OEA, inmediatamente antes de que expire el cargo de seis años. Esta elección es por medio de votación secreta, y los jueces electos deben haber recibido una mayoría absoluta de votos. Posteriormente, el artículo 7º entabla que para la elección, cada uno de los Estados miembros presenta una lista de tres candidatos. Cabe mencionar que al menos uno de los tres propuestos debe ser de nacionalidad distinta al Estado que propone.
Además, el artículo 10º establece que los Estados partes de un caso tienen el derecho de solicitar a la Corte que se establezca un juez ad hoc en dado caso de que ninguno de los llamados a conocer del caso sea de la nacionalidad del Estado parte.
| César Ordóñez           | Bandera de Colombia                | [ n 1 ] | [ n 1 ] | [ n 1 ] | [ n 1 ] |  |  |  |  |  |  |         |         |         |         |         |         |  |  |  |  |  |  |  |  |  |  |  |  |  |  |  |  |  |  |  |  |  |  |  |  |  |  |  |  |  |  |  |  |  |  |  |  |  |  |  |  |  |  |  |  |  |  |  |  |  |  |  |  |  |  |  |  |  |  |  |  |  |  |  |  |  |  |  |
| Máximo Cisneros         | Bandera de Perú                    |         |         |         |         |  |  |  |  |  |  |         |         |         |         |         |         |  |  |  |  |  |  |  |  |  |  |  |  |  |  |  |  |  |  |  |  |  |  |  |  |  |  |  |  |  |  |  |  |  |  |  |  |  |  |  |  |  |  |  |  |  |  |  |  |  |  |  |  |  |  |  |  |  |  |  |  |  |  |  |  |  |  |  |
| Huntley Eugene          | Bandera de Jamaica                 |         |         |         |         |  |  |  |  |  |  |         |         |         |         |         |         |  |  |  |  |  |  |  |  |  |  |  |  |  |  |  |  |  |  |  |  |  |  |  |  |  |  |  |  |  |  |  |  |  |  |  |  |  |  |  |  |  |  |  |  |  |  |  |  |  |  |  |  |  |  |  |  |  |  |  |  |  |  |  |  |  |  |  |
| Carlos R. Reina         | Bandera de Honduras                |         |         |         |         |  |  |  |  |  |  |         |         |         |         |         |         |  |  |  |  |  |  |  |  |  |  |  |  |  |  |  |  |  |  |  |  |  |  |  |  |  |  |  |  |  |  |  |  |  |  |  |  |  |  |  |  |  |  |  |  |  |  |  |  |  |  |  |  |  |  |  |  |  |  |  |  |  |  |  |  |  |  |  |
| Rodolfo E. Piza         | Bandera de Costa Rica              |         |         |         |         |  |  |  |  |  |  |         |         |         |         |         |         |  |  |  |  |  |  |  |  |  |  |  |  |  |  |  |  |  |  |  |  |  |  |  |  |  |  |  |  |  |  |  |  |  |  |  |  |  |  |  |  |  |  |  |  |  |  |  |  |  |  |  |  |  |  |  |  |  |  |  |  |  |  |  |  |  |  |  |
| Thomas Buergenthal      | Bandera de Estados Unidos          |         |         |         |         |  |  |  |  |  |  |         |         |         |         |         |         |  |  |  |  |  |  |  |  |  |  |  |  |  |  |  |  |  |  |  |  |  |  |  |  |  |  |  |  |  |  |  |  |  |  |  |  |  |  |  |  |  |  |  |  |  |  |  |  |  |  |  |  |  |  |  |  |  |  |  |  |  |  |  |  |  |  |  |
| Pedro Nikken            | Bandera de Venezuela               |         |         |         |         |  |  |  |  |  |  |         |         |         |         |         |         |  |  |  |  |  |  |  |  |  |  |  |  |  |  |  |  |  |  |  |  |  |  |  |  |  |  |  |  |  |  |  |  |  |  |  |  |  |  |  |  |  |  |  |  |  |  |  |  |  |  |  |  |  |  |  |  |  |  |  |  |  |  |  |  |  |  |  |
| Rafael Nieto Navia      | Bandera de Colombia                |         |         |         |         |  |  |  |  |  |  |         |         |         |         |         |         |  |  |  |  |  |  |  |  |  |  |  |  |  |  |  |  |  |  |  |  |  |  |  |  |  |  |  |  |  |  |  |  |  |  |  |  |  |  |  |  |  |  |  |  |  |  |  |  |  |  |  |  |  |  |  |  |  |  |  |  |  |  |  |  |  |  |  |
| Jorge R. Hernández      | Bandera de Honduras                |         |         |         |         |  |  |  |  |  |  |         |         |         |         |         |         |  |  |  |  |  |  |  |  |  |  |  |  |  |  |  |  |  |  |  |  |  |  |  |  |  |  |  |  |  |  |  |  |  |  |  |  |  |  |  |  |  |  |  |  |  |  |  |  |  |  |  |  |  |  |  |  |  |  |  |  |  |  |  |  |  |  |  |
| Héctor Gros Espiell     | Bandera de Uruguay                 |         |         |         |         |  |  |  |  |  |  |         |         |         |         |         |         |  |  |  |  |  |  |  |  |  |  |  |  |  |  |  |  |  |  |  |  |  |  |  |  |  |  |  |  |  |  |  |  |  |  |  |  |  |  |  |  |  |  |  |  |  |  |  |  |  |  |  |  |  |  |  |  |  |  |  |  |  |  |  |  |  |  |  |
| Héctor Fix-Zamudio      | Bandera de México                  |         |         |         |         |  |  |  |  |  |  |         |         |         |         |         |         |  |  |  |  |  |  |  |  |  |  |  |  |  |  |  |  |  |  |  |  |  |  |  |  |  |  |  |  |  |  |  |  |  |  |  |  |  |  |  |  |  |  |  |  |  |  |  |  |  |  |  |  |  |  |  |  |  |  |  |  |  |  |  |  |  |  |  |
| Policarpo Callejas      | Bandera de Honduras                |         |         |         |         |  |  |  |  |  |  |         |         |         |         |         |         |  |  |  |  |  |  |  |  |  |  |  |  |  |  |  |  |  |  |  |  |  |  |  |  |  |  |  |  |  |  |  |  |  |  |  |  |  |  |  |  |  |  |  |  |  |  |  |  |  |  |  |  |  |  |  |  |  |  |  |  |  |  |  |  |  |  |  |
| Orlando Tovar           | Bandera de Venezuela               |         |         |         |         |  |  |  |  |  |  | [ n 2 ] | [ n 2 ] | [ n 2 ] |         |         |         |  |  |  |  |  |  |  |  |  |  |  |  |  |  |  |  |  |  |  |  |  |  |  |  |  |  |  |  |  |  |  |  |  |  |  |  |  |  |  |  |  |  |  |  |  |  |  |  |  |  |  |  |  |  |  |  |  |  |  |  |  |  |  |  |  |  |  |
| Sonia Picado            | Bandera de Costa Rica              |         |         |         |         |  |  |  |  |  |  | [ n 3 ] | [ n 3 ] | [ n 3 ] | [ n 3 ] | [ n 3 ] | [ n 3 ] |  |  |  |  |  |  |  |  |  |  |  |  |  |  |  |  |  |  |  |  |  |  |  |  |  |  |  |  |  |  |  |  |  |  |  |  |  |  |  |  |  |  |  |  |  |  |  |  |  |  |  |  |  |  |  |  |  |  |  |  |  |  |  |  |  |  |  |
| Julio A. Barberis       | Bandera de Argentina               |         |         |         |         |  |  |  |  |  |  |         |         |         |         |         |         |  |  |  |  |  |  |  |  |  |  |  |  |  |  |  |  |  |  |  |  |  |  |  |  |  |  |  |  |  |  |  |  |  |  |  |  |  |  |  |  |  |  |  |  |  |  |  |  |  |  |  |  |  |  |  |  |  |  |  |  |  |  |  |  |  |  |  |
| Asdrúbal Aguiar         | Bandera de Venezuela               |         |         |         |         |  |  |  |  |  |  |         |         |         | [ n 4 ] | [ n 4 ] | [ n 4 ] |  |  |  |  |  |  |  |  |  |  |  |  |  |  |  |  |  |  |  |  |  |  |  |  |  |  |  |  |  |  |  |  |  |  |  |  |  |  |  |  |  |  |  |  |  |  |  |  |  |  |  |  |  |  |  |  |  |  |  |  |  |  |  |  |  |  |  |
| Alejandro Montiel       | Bandera de Nicaragua               |         |         |         |         |  |  |  |  |  |  |         |         |         |         |         |         |  |  |  |  |  |  |  |  |  |  |  |  |  |  |  |  |  |  |  |  |  |  |  |  |  |  |  |  |  |  |  |  |  |  |  |  |  |  |  |  |  |  |  |  |  |  |  |  |  |  |  |  |  |  |  |  |  |  |  |  |  |  |  |  |  |  |  |
| Máximo Pacheco          | Bandera de Chile                   |         |         |         |         |  |  |  |  |  |  |         |         |         |         |         |         |  |  |  |  |  |  |  |  |  |  |  |  |  |  |  |  |  |  |  |  |  |  |  |  |  |  |  |  |  |  |  |  |  |  |  |  |  |  |  |  |  |  |  |  |  |  |  |  |  |  |  |  |  |  |  |  |  |  |  |  |  |  |  |  |  |  |  |
| Hernán Salgado          | Bandera de Ecuador                 |         |         |         |         |  |  |  |  |  |  |         |         |         |         |         |         |  |  |  |  |  |  |  |  |  |  |  |  |  |  |  |  |  |  |  |  |  |  |  |  |  |  |  |  |  |  |  |  |  |  |  |  |  |  |  |  |  |  |  |  |  |  |  |  |  |  |  |  |  |  |  |  |  |  |  |  |  |  |  |  |  |  |  |
| Carlos de Roux          | Bandera de Colombia                |         |         |         |         |  |  |  |  |  |  |         |         |         |         |         |         |  |  |  |  |  |  |  |  |  |  |  |  |  |  |  |  |  |  |  |  |  |  |  |  |  |  |  |  |  |  |  |  |  |  |  |  |  |  |  |  |  |  |  |  |  |  |  |  |  |  |  |  |  |  |  |  |  |  |  |  |  |  |  |  |  |  |  |
| Oliver H. Jackman       | Bandera de Barbados                |         |         |         |         |  |  |  |  |  |  |         |         |         |         |         |         |  |  |  |  |  |  |  |  |  |  |  |  |  |  |  |  |  |  |  |  |  |  |  |  |  |  |  |  |  |  |  |  |  |  |  |  |  |  |  |  |  |  |  |  |  |  |  |  |  |  |  |  |  |  |  |  |  |  |  |  |  |  |  |  |  |  |  |
| Alirio Abreu            | Bandera de Venezuela               |         |         |         |         |  |  |  |  |  |  |         |         |         |         |         |         |  |  |  |  |  |  |  |  |  |  |  |  |  |  |  |  |  |  |  |  |  |  |  |  |  |  |  |  |  |  |  |  |  |  |  |  |  |  |  |  |  |  |  |  |  |  |  |  |  |  |  |  |  |  |  |  |  |  |  |  |  |  |  |  |  |  |  |
| Antônio Cançado         | Bandera de Brasil                  |         |         |         |         |  |  |  |  |  |  |         |         |         |         |         |         |  |  |  |  |  |  |  |  |  |  |  |  |  |  |  |  |  |  |  |  |  |  |  |  |  |  |  |  |  |  |  |  |  |  |  |  |  |  |  |  |  |  |  |  |  |  |  |  |  |  |  |  |  |  |  |  |  |  |  |  |  |  |  |  |  |  |  |
| Sergio García           | Bandera de México                  |         |         |         |         |  |  |  |  |  |  |         |         |         |         |         |         |  |  |  |  |  |  |  |  |  |  |  |  |  |  |  |  |  |  |  |  |  |  |  |  |  |  |  |  |  |  |  |  |  |  |  |  |  |  |  |  |  |  |  |  |  |  |  |  |  |  |  |  |  |  |  |  |  |  |  |  |  |  |  |  |  |  |  |
| Cecilia Medina          | Bandera de Chile                   |         |         |         |         |  |  |  |  |  |  |         |         |         |         |         |         |  |  |  |  |  |  |  |  |  |  |  |  |  |  |  |  |  |  |  |  |  |  |  |  |  |  |  |  |  |  |  |  |  |  |  |  |  |  |  |  |  |  |  |  |  |  |  |  |  |  |  |  |  |  |  |  |  |  |  |  |  |  |  |  |  |  |  |
| Manuel E. Ventura       | Bandera de Costa Rica              |         |         |         |         |  |  |  |  |  |  |         |         |         |         |         |         |  |  |  |  |  |  |  |  |  |  |  |  |  |  |  |  |  |  |  |  |  |  |  |  |  |  |  |  |  |  |  |  |  |  |  |  |  |  |  |  |  |  |  |  |  |  |  |  |  |  |  |  |  |  |  |  |  |  |  |  |  |  |  |  |  |  |  |
| Diego García-Sayán      | Bandera de Perú                    |         |         |         |         |  |  |  |  |  |  |         |         |         |         |         |         |  |  |  |  |  |  |  |  |  |  |  |  |  |  |  |  |  |  |  |  |  |  |  |  |  |  |  |  |  |  |  |  |  |  |  |  |  |  |  |  |  |  |  |  |  |  |  |  |  |  |  |  |  |  |  |  |  |  |  |  |  |  |  |  |  |  |  |
| Leonardo A. Franco      | Bandera de Argentina               |         |         |         |         |  |  |  |  |  |  |         |         |         |         |         |         |  |  |  |  |  |  |  |  |  |  |  |  |  |  |  |  |  |  |  |  |  |  |  |  |  |  |  |  |  |  |  |  |  |  |  |  |  |  |  |  |  |  |  |  |  |  |  |  |  |  |  |  |  |  |  |  |  |  |  |  |  |  |  |  |  |  |  |
| Margarette May Macaulay | Bandera de Jamaica                 |         |         |         |         |  |  |  |  |  |  |         |         |         |         |         |         |  |  |  |  |  |  |  |  |  |  |  |  |  |  |  |  |  |  |  |  |  |  |  |  |  |  |  |  |  |  |  |  |  |  |  |  |  |  |  |  |  |  |  |  |  |  |  |  |  |  |  |  |  |  |  |  |  |  |  |  |  |  |  |  |  |  |  |
| Rhadys Abreu Blondet    | Bandera de la República Dominicana |         |         |         |         |  |  |  |  |  |  |         |         |         |         |         |         |  |  |  |  |  |  |  |  |  |  |  |  |  |  |  |  |  |  |  |  |  |  |  |  |  |  |  |  |  |  |  |  |  |  |  |  |  |  |  |  |  |  |  |  |  |  |  |  |  |  |  |  |  |  |  |  |  |  |  |  |  |  |  |  |  |  |  |
| Alberto Pérez           | Bandera de Uruguay                 |         |         |         |         |  |  |  |  |  |  |         |         |         |         |         |         |  |  |  |  |  |  |  |  |  |  |  |  |  |  |  |  |  |  |  |  |  |  |  |  |  |  |  |  |  |  |  |  |  |  |  |  |  |  |  |  |  |  |  |  |  |  |  |  |  |  |  |  |  |  |  |  |  |  |  |  |  |  |  |  |  |  |  |
| Roberto de Figueiredo   | Bandera de Brasil                  |         |         |         |         |  |  |  |  |  |  |         |         |         |         |         |         |  |  |  |  |  |  |  |  |  |  |  |  |  |  |  |  |  |  |  |  |  |  |  |  |  |  |  |  |  |  |  |  |  |  |  |  |  |  |  |  |  |  |  |  |  |  |  |  |  |  |  |  |  |  |  |  |  |  |  |  |  |  |  |  |  |  |  |
| Eduardo Vio             | Bandera de Chile                   |         |         |         |         |  |  |  |  |  |  |         |         |         |         |         |         |  |  |  |  |  |  |  |  |  |  |  |  |  |  |  |  |  |  |  |  |  |  |  |  |  |  |  |  |  |  |  |  |  |  |  |  |  |  |  |  |  |  |  |  |  |  |  |  |  |  |  |  |  |  |  |  |  |  |  |  |  |  |  |  |  |  |  |
| Elizabeth Odio          | Bandera de Costa Rica              |         |         |         |         |  |  |  |  |  |  |         |         |         |         |         |         |  |  |  |  |  |  |  |  |  |  |  |  |  |  |  |  |  |  |  |  |  |  |  |  |  |  |  |  |  |  |  |  |  |  |  |  |  |  |  |  |  |  |  |  |  |  |  |  |  |  |  |  |  |  |  |  |  |  |  |  |  |  |  |  |  |  |  |
| Eugenio Zaffaroni       | Bandera de Argentina               |         |         |         |         |  |  |  |  |  |  |         |         |         |         |         |         |  |  |  |  |  |  |  |  |  |  |  |  |  |  |  |  |  |  |  |  |  |  |  |  |  |  |  |  |  |  |  |  |  |  |  |  |  |  |  |  |  |  |  |  |  |  |  |  |  |  |  |  |  |  |  |  |  |  |  |  |  |  |  |  |  |  |  |
| Patricio Pazmiño        | Bandera de Ecuador                 |         |         |         |         |  |  |  |  |  |  |         |         |         |         |         |         |  |  |  |  |  |  |  |  |  |  |  |  |  |  |  |  |  |  |  |  |  |  |  |  |  |  |  |  |  |  |  |  |  |  |  |  |  |  |  |  |  |  |  |  |  |  |  |  |  |  |  |  |  |  |  |  |  |  |  |  |  |  |  |  |  |  |  |
| Humberto Sierra         | Bandera de Colombia                |         |         |         |         |  |  |  |  |  |  |         |         |         |         |         |         |  |  |  |  |  |  |  |  |  |  |  |  |  |  |  |  |  |  |  |  |  |  |  |  |  |  |  |  |  |  |  |  |  |  |  |  |  |  |  |  |  |  |  |  |  |  |  |  |  |  |  |  |  |  |  |  |  |  |  |  |  |  |  |  |  |  |  |
| Eduardo Ferrer          | Bandera de México                  |         |         |         |         |  |  |  |  |  |  |         |         |         |         |         |         |  |  |  |  |  |  |  |  |  |  |  |  |  |  |  |  |  |  |  |  |  |  |  |  |  |  |  |  |  |  |  |  |  |  |  |  |  |  |  |  |  |  |  |  |  |  |  |  |  |  |  |  |  |  |  |  |  |  |  |  |  |  |  |  |  |  |  |
| Ricardo Pérez           | Bandera de Uruguay                 |         |         |         |         |  |  |  |  |  |  |         |         |         |         |         |         |  |  |  |  |  |  |  |  |  |  |  |  |  |  |  |  |  |  |  |  |  |  |  |  |  |  |  |  |  |  |  |  |  |  |  |  |  |  |  |  |  |  |  |  |  |  |  |  |  |  |  |  |  |  |  |  |  |  |  |  |  |  |  |  |  |  |  |
| Rodrigo Mudrovitsch     | Bandera de Brasil                  |         |         |         |         |  |  |  |  |  |  |         |         |         |         |         |         |  |  |  |  |  |  |  |  |  |  |  |  |  |  |  |  |  |  |  |  |  |  |  |  |  |  |  |  |  |  |  |  |  |  |  |  |  |  |  |  |  |  |  |  |  |  |  |  |  |  |  |  |  |  |  |  |  |  |  |  |  |  |  |  |  |  |  |
| Verónica Gómez          | Bandera de Argentina               |         |         |         |         |  |  |  |  |  |  |         |         |         |         |         |         |  |  |  |  |  |  |  |  |  |  |  |  |  |  |  |  |  |  |  |  |  |  |  |  |  |  |  |  |  |  |  |  |  |  |  |  |  |  |  |  |  |  |  |  |  |  |  |  |  |  |  |  |  |  |  |  |  |  |  |  |  |  |  |  |  |  |  |
| Nancy Hernández López   | Bandera de Costa Rica              |         |         |         |         |  |  |  |  |  |  |         |         |         |         |         |         |  |  |  |  |  |  |  |  |  |  |  |  |  |  |  |  |  |  |  |  |  |  |  |  |  |  |  |  |  |  |  |  |  |  |  |  |  |  |  |  |  |  |  |  |  |  |  |  |  |  |  |  |  |  |  |  |  |  |  |  |  |  |  |  |  |  |  |
| Patricia Pérez          | Bandera de Chile                   |         |         |         |         |  |  |  |  |  |  |         |         |         |         |         |         |  |  |  |  |  |  |  |  |  |  |  |  |  |  |  |  |  |  |  |  |  |  |  |  |  |  |  |  |  |  |  |  |  |  |  |  |  |  |  |  |  |  |  |  |  |  |  |  |  |  |  |  |  |  |  |  |  |  |  |  |  |  |  |  |  |  |  |

Notas
1. ↑  El juez Ordóñez falleció el 10 de marzo de 1982, durante su mandato.
2. ↑  El juez Tovar falleció el 21 de noviembre de 1991, durante su mandato.
3. ↑  La Jueza Picado, quien finalizaba su mandato el 31 de diciembre de 1994, renunció a su cargo de jueza el 16 de junio de 1994 por haber aceptado un cargo incompatible con tal condición.
4. ↑  El juez Aguiar-Aranguren, quien finalizaba su mandato el 31 de diciembre de 1994, se separó de la Corte el 2 de febrero de 1994 por haber aceptado un cargo incompatible con tal condición.

     Juez(a) de la Corte Interamericana de Derechos Humanos.
     Juez(a) Presidente de la Corte Interamericana de Derechos Humanos.

## Casos notables
Estos son algunos de los casos notables y enlaces a sus resoluciones.
| Año  | Caso                                                                                                  | Sentencia     |
| ---- | --- | ------------- |
| 1999 | Caso del Caracazo vs. Venezuela                                                                       |               |
| 2001 | Caso Olmedo Bustos y otros vs. Chile                                                                  | [ 23 ]        |
| 2001 | Caso Barrios Altos vs. Perú                                                                           |               |
| 2003 | Caso Bulacio vs. Argentina                                                                            |               |
| 2003 | Caso de la Masacre de Mapiripán vs. Colombia                                                          |               |
| 2003 | Caso Molina Theissen vs. Guatemala                                                                    | [5]           |
| 2004 | Caso Masacre Plan de Sánchez vs. Guatemala                                                            | [6]           |
| 2004 | Caso Myrna Mack Chang vs. Guatemala                                                                   |               |
| 2004 | Caso Herrera Ulloa vs. Costa Rica                                                                     |               |
| 2005 | Caso de la Masacre de Mapiripán vs. Colombia                                                          |               |
| 2005 | Caso de las Niñas Yean y Bosico vs. República Dominicana                                              |               |
| 2005 | Caso Díaz Peña vs. Venezuela                                                                          |               |
| 2005 | Caso Montero Aranguren y otros (Retén de Catia) vs. Venezuela                                         |               |
| 2007 | Caso Cantoral Huamaní y García Santa Cruz vs. Perú                                                    |               |
| 2008 | Caso Bayarri vs. Argentina                                                                            |               |
| 2009 | Caso Anzualdo Castro vs. Perú                                                                         |               |
| 2009 | Caso Brewer Carías vs. Venezuela                                                                      |               |
| 2009 | Caso Férnandez Ortega y otros vs. México                                                              |               |
| 2009 | Caso Rosendo Cantú y otra vs. México                                                                  |               |
| 2009 | Caso González y otras (Campo Algodonero) vs. México                                                   | [ 24 ] [ 25 ] |
| 2012 | Caso Atala Riffo y niñas vs. Chile                                                                    |               |
| 2012 | Caso Artavia Murillo y otros vs. Costa Rica                                                           |               |
| 2012 | Caso Pueblo Indígena Kichwa de Sarayaku vs. Ecuador                                                   |               |
| 2013 | Caso Osorio Rivera y familiares vs. Perú                                                              |               |
| 2013 | Caso Masacre de Santo Domingo vs. Colombia                                                            | [17]          |
| 2015 | Caso Granier y otros (Radio Caracas Televisión) vs. Venezuela                                         |               |
| 2015 | Caso Espinoza Gonzáles vs. Perú                                                                       |               |
| 2016 | Caso Flor Freire vs. Ecuador                                                                          |               |
| 2018 | Opinión consultiva sobre identidad de género, e igualdad y no discriminación a parejas del mismo sexo | [19]          |
| 2020 | Caso Guzmán Albarracín y otras vs. Ecuador                                                            |               |
| 2020 | Caso Azul Rojas Marín y otra Vs. Perú                                                                 |               |

## Controversias
Hasta el momento solo Trinidad y Tobago y Venezuela se han retirado voluntariamente del ámbito de jurisdicción de la Corte Interamericana, denunciando la Convención. En el gobierno de Alberto Fujimori, Perú trató de hacerlo, pero no siguió el proceso adecuado; en el 2000 el país retornó por decisión del Congreso peruano.

### Por países

#### Perú
El gobierno de Alberto Fujimori (1990-2000) lanzó una campaña psicosocial masiva en todo el país contra los miembros de la Corte Interamericana de Derechos Humanos para poder aterrar a la población con el terrorismo en el país.
En 2008, el político peruano Rafael Rey calificó a los magistrados de la Corte IDH de supuestamente «solo defende[r] derechos humanos de terroristas», luego de darse a conocer su sentencia sobre el caso del penal Miguel Castro Castro c. Perú. Luego se reveló que Rey había convocado una reunión en el Cuartel General del Ejército del Perú y lideró unas discusiones sobre decretos de autoamnistía para favorecer a militares y policías por violaciones a los derechos humanos.

#### República Dominicana
El 2014, el gobierno dominicano rechazó la sentencia de la Corte IDH en el caso de las niñas Yean y Bosico c. República Dominicana. La Corte IDH había ordenado al país adoptar las medidas legislativas, administrativas y de otra índole necesarias para regular el procedimiento y los requisitos para adquirir la nacionalidad dominicana mediante la declaración tardía de nacimiento. Además, anuló la STC 168-13 sobre nacionalidad y la Ley 169-14, afirmando que vulneraban los derechos individuales. Sin embargo, el gobierno dominicano alegó que la decisión de la Corte IDH atentaba contra la soberanía y el derecho del país a determinar quiénes son sus nacionales.
En respuesta a la negativa de la Corte a modificar su sentencia, el Tribunal Constitucional dominicano declaró que la Corte IDH no tenía jurisdicción sobre República Dominicana (STC 256-14), ya que el Congreso domincano nunca había aprobado la adhesión del país. En consecuencia, el Tribunal dictaminó que la decisión de la Corte IDH no era vinculante. Esta decisión del Tribunal Constitucional dominicano fue duramente criticada por los magistrados disidentes Ana Bonilla Hernández, Hermógenes de los Santos y Katia Jiménez Martínez. Argumentaron que el Tribunal Constitucional debió confirmar la validez del instrumento aceptando la competencia de la Corte IDH, y además que sus votos fueron aceptados en condiciones precarias. La Comisión Interamericana de Derechos Humanos y 52 organizaciones de derechos humanos de las Américas también condenaron la sentencia. La Corte IDH no aceptó la retirada de la República Dominicana de su jurisdicción, citando las opiniones discrepantes.